# Tartarocreagris comanche
Tartarocreagris comanche är en spindeldjursart som beskrevs av William B. Muchmore 1992. Tartarocreagris comanche ingår i släktet Tartarocreagris och familjen helplåtklokrypare. Inga underarter finns listade i Catalogue of Life.